# Phora coangustata
Phora coangustata är en tvåvingeart som beskrevs av Schmitz 1927. Phora coangustata ingår i släktet Phora och familjen puckelflugor. Inga underarter finns listade i Catalogue of Life.